# Área Metropolitana do Porto

Área Metropolitana do Portos läge i Portugal.

Área Metropolitana do Porto ("Storstadsområdet Porto", förkortat AMP) är en statistisk underregion (NUTS 3) i norra Portugal.                                                                                                        
Den utgör den sydvästra delen av den statistiska regionen Norra Portugal (NUTS 2), och omfattar staden Porto och 16 angränsande kommuner.
Área Metropolitana do Porto gränsar i norr till Ave och Cávado, i öster till Tâmega och Sousa, i söder till Region Aveiro och Viseu Dão Lafões, och i väst till Atlanten.
Ytan uppgår till 2 040 km² och befolkningen uppgår till 1 700 000 (2021).

## Kommunerna
Área Metropolitana do Porto omfattar 17 kommuner (concelhos).

- Arouca
- Espinho
- Gondomar
- Maia
- Matosinhos
- Oliveira de Azeméis
- Paredes
- Porto
- Póvoa de Varzim
- Santa Maria da Feira
- Santo Tirso
- São João da Madeira
- Trofa
- Vale de Cambra
- Valongo
- Vila do Conde
- Vila Nova de Gaia

## De största städerna
1. Porto
2. Vila Nova de Gaia
3. Gondomar
4. Rio Tinto
5. Póvoa de Varzim
6. Matosinhos
7. Maia
8. Vila do Conde